# Criterios de Castro Rodríguez
 Los criterios de Castro Rodríguez son un sistema de puntuación utilizado para la predicción de asma en pacientes menores de 3 años con antecedentes de SBOR.
Criterios mayores:
- Diagnóstico médico de eczema en los primeros 3 años de vida.
- Antecedente de asma en alguno de los padres.

Criterios menores:
- Diagnóstico médico de rinitis alérgica en los primeros 3 años de vida.
- Sibilancias no asociadas a resfríos en los primeros 3 años de vida.
- Eosinofilía periférica mayor igual 4% en los primeros 3 años de vida.

Los criterios resultan positivos si existe un criterio mayor o dos criterios menores. Según la puntuación, se puede afirmar con 77% de certeza que ese niño va a padecer de asma. En caso contrario, se puede prever con un 68% de certeza que el paciente no será asmático.